# Hilde Nocker
Hilde Nocker (née le 5 octobre 1924 à Rödgen, morte le 1er mai 1996) est une animatrice de télévision allemande.

## Biographie
Hilde Nocker entre en 1953 à la Hessischer Rundfunk pour être speakerine, l'une des premières en Allemagne. En 1964, Karin Tietze-Ludwig lui succède.
Elle est aussi animatrice, notamment dans les émissions pour enfants. En 1959, elle présente avec le Moumine Snorki une émission d'une demi-heure, spectacle de l'Augsburger Puppenkiste. De 1968 à 1970, on la voit à côté de Kater Mikesch dans Ich wünsch mir.
En 1964, elle anime l'émission de sélection allemande pour le Concours Eurovision de la chanson.
Elle joue de petits rôles au cinéma.

## Source de la traduction
- (de) Cet article est partiellement ou en totalité issu de l’article de Wikipédia en allemand intitulé « Hilde Nocker » (voir la liste des auteurs).